# Кичи-Джаргылчак
Кичи-Джаргылчак (кирг. Кичи-Жаргылчак) — село в Джети-Огузском районе Иссык-Кульской области Кыргызстана. Входит в состав Джарлыгачского аильного округа. Код СОАТЕ — 41702 210 825 03 0.

## Население
По данным переписи 2009 года, в селе проживало 2918 человека.

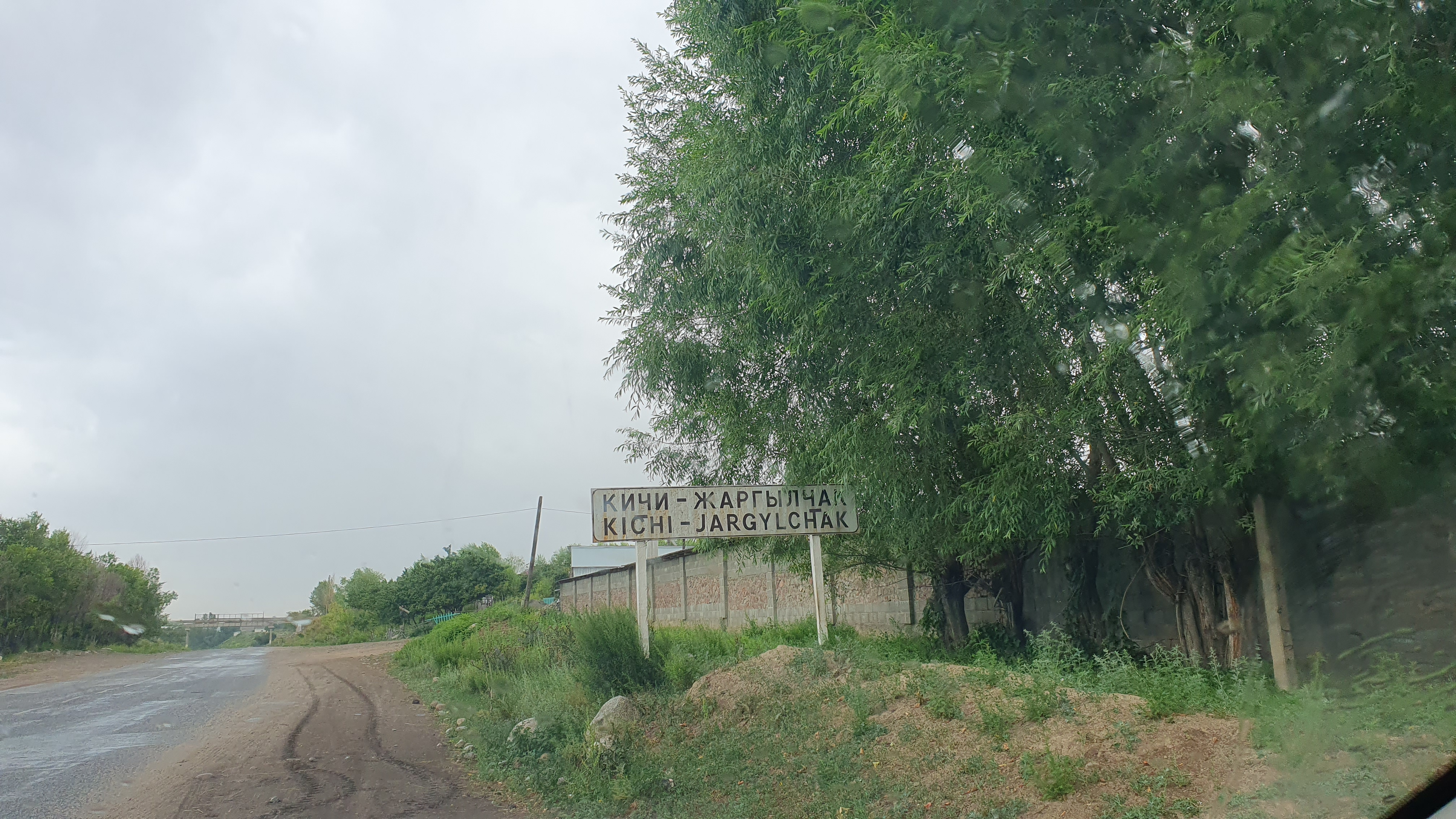
Въезд в село Кичи-Жаргылчак.